# Taxus sinensis
Taxus sinensis là một loài thực vật hạt trần trong họ Taxaceae. Loài này được Knight ex Gordon mô tả khoa học đầu tiên..